# Лукас Подолски
Лукас Подолски (Гливице, 4. јун 1985), рођен као Лукаш Подолски пољ. Łukasz Podolski) немачки је фудбалер пољског порекла. Тренутно наступа за Горњик Забже.

## Биографија
Лукас је син бившег пољског фудбалера Владемара Подолског. Рођен је у Пољској, 1985. године, а са 2 године преселио се са породицом из Пољске у Немачку и одрастао у Бергхајму код Келна. 
Подолски говори немачки и пољски језик.

## Фудбалска каријера
Подолски је са фудбалом почео 1991. године и више пута је играо за његов тадашњи клуб ФК 07 Бергхајм. 1995. године мењао је клуб и прешо у ФК Келн. Са 18 година, Марсел Колер, садашњи селектор фудбалске репрезентације Аустрије, позвао га је на један тренинг за професионалце. Ту је Подолски видео своју шансу и искористио је. Од 11. новембра 2003. Подолски је професионални фудбалер. 10. јула 2006. прешао је у славни немачки клуб ФК Бајерн Минхен за који је наступао до 2009. године да би се потом вратио у ФК Келн. 1. јула 2012. године је прешао у ФК Арсенал за 15 милиона евра. У јануару 2015. је отишао на позајмицу у ФК Интер. 30. јуна исте године се вратио поново у Арсенал након позајмице да би за 4 дана био продат ФК Галатасарају за 2,5 милиона евра, а 1. јула 2017. године је прешао у јапански Висел Кобе у трансферу вредном 2,6 милиона евра.
За фудбалску репрезентацију Немачке је одиграо укупно 130 утакмица и постигао 49 голова. Дебитовао је 6. јуна 2004. године утакмицом против Мађарске, а последњу утакмицу за национални тим забележио је 22. марта 2017. године на мечу са Енглеском на којем је носио и капитенску траку.

## Трофеји

### Клупски
Келн
- Друга лига Немачке : 2004/05.
- Најбољи стрелац 2. Бундеслиге : 2004/05.

Бајерн Минхен
- Првенство Немачке : 2007/08
- Куп Немачке : 2007/08
- Суперкуп Немачке : 2007

Арсенал
- ФА Куп : 2013/14

Галатасарај
- Куп Турске : 2015/16
- Суперкуп Турске : 2015, 2016

### Репрезентативни
Немачка
- ФИФА Светско првенство : Прво место 2014; Треће место 2006, 2010
- Европско првенство : Друго место 2008; Полуфинале 2012, 2016
- ФИФА Куп Конфедерација : Треће место 2005

### Индивидуални
- ФИФА Светско првенство - Најбољи млади играч : 2006
- Сребрна копачка : Европско првенство 2008
- Европско првенство - Тим турнира : 2008
- Сребрни ловоров лист : 2006, 2010, 2014